# Mugil liza
El lebranche (Mugil liza) es una especie de pez marino y de agua dulce de la familia de los mugílidos, distribuida por la costa oeste del océano Atlántico desde Estados Unidos hasta Argentina, incluyendo el mar Caribe y el golfo de México. Otros nombres comunes sinónimos usados en algunos lugares son: lebrancho, lisa, lisa de agua dulce, lisa macho y soco.

## Importancia para el hombre
Es pescado en la playa con redes, siendo muy comercializado tanto fresco como salado alcanzando un precio alto en el mercado.
También se comercializan sus huevas, que se consumen tanto saladas como secas y son consideradas una delicia.
Por su alto valor es empleado para su cultivo en acuicultura.
Su carne es muy apreciada en la gastronomía, de un modo particular en Venezuela.

## Anatomía
Su tamaño máximo normal es de unos 40 cm, aunque se han descrito capturas de 80 cm. En la aleta dorsal tiene 5 espinas y 8 radios blandos, con 3 espinas y 8 radios blandos en la aleta anal.

## Hábitat y biología
Vive en el mar pegado al fondo en aguas superficiales de la costa, con comportamiento catádromo, frecuente en los estuarios también se le puede encontrar en aguas hipersalinas y penetra en agua dulce de los ríos, nunca penetra en mar abierto. Tiene migraciones en busca de alimento a lo largo de la costa. alimentándose de detritus y de algas filamentosas.
La reproducción se realiza en el mar, poniendo varios millones de huevos pelágicos no adhesivos.